# Corinzia
La Corinzia (in greco antico: Κορινθία?, Korinthía) è una regione storica dell'antica Grecia.

## Geografia
Comprende la porzione nord-orientale della penisola del Peloponneso e l'istmo di Corinto (attualmente attraversato dall'omonimo canale navigabile) che congiunge la penisola con l'Attica. La città principale era Corinto.